# Rock Me Amadeus
„Rock Me Amadeus” – piosenka z niemieckim tekstem, a refrenem śpiewanym po angielsku, austriackiego wokalisty Falco, skomponowana przez niego i braci Bolland, wydana w 1985 na albumie „Falco 3” oraz na singlu w 1986. Jedyne pierwsze miejsce tego wykonawcy w Stanach Zjednoczonych (gdzie Falco często jest uważany za artystę jednego przeboju), „Vienna Calling” doszło do 10 pozycji. „Rock Me Amadeus” pozostaje do dziś jedynym niemieckojęzycznym numerem jeden w USA. 
„Rock Me Amadeus” tekstem nawiązuje do filmu Amadeusz w reżyserii Miloša Formana, zaś muzycznie jest mieszaniną rocka, rapu i muzyki dyskotekowej.
Piosenka ta doczekała się wielu coverów i parodii.